# Бойченко Микола Романович
Мико́ла Рома́нович Бо́йченко (1894, Ізмаїл, нині Одеської області, за іншими даними — 1896, Київ — 1946 або 1947, Бухарест, за іншими даними — Угорщина) — український композитор, музикознавець, диригент. Доктор музикології. Брат співачки Ольги Грозовської.

## Життєпис
Микола Романович Бойченко народився 1894 року в Ізмаїлі (нині Одеська область, Україна) в родині священника Миколаївської церкви міста Ізмаїла Романа Бойченка, за іншими даними — 1896 року в Києві.
1919 року закінчив Київську консерваторію. Під час навчання працював акомпаніатором студентського хору Київського університету (керівник хору — Олександр Кошиць). Удосконалював професійну майстерність у Парижі.
У 1919—1922 роках працював у Київській консерваторії: викладав гармонію.
У 1922—1923 та 1929—1930 роках працював у Кишиневі. Там організував та очолив Спілку ліричних артистів.
У 1924—1929 роках був викладачем теорії музики та композиції в Консерваторії святої Цецилії в Римі, у 1930—1932 роках — у Парижі, у 1932—1938 роках — у Чернівцях. Очолив хорове товариство «Буковинський кобзар» і керував його хором, був директором і викладачем Вищої музичної школи.
Від 1938 року — в Бухаресті.
Микола Бойченко помер 1946 або 1947 року в Бухаресті, за іншими даними — в Угорщині.

## Творчість
Серед музично-теоретичних праць Бойченка — «Nuovi principi della composizione musicale» («Нові принципи музичної композиції»), яка побачила світ 1928 року в Римі (італійською мовою).
Упорядкував збірку «150 буковинських народних пісень із села Чумкова» (1935).
Автор п'єс, хорів, пісень на слова Тараса Шевченка, Юрія Федьковича, І. Мазепи, обробок народних пісень.
Автор драматичної опери на одну дію «Перед ранком», інсценізації народного обряду «Весілля».
Для симфонічного оркестру написав поему «Україна», увертюру «Лісова пісня».
Автор струнного квартету, фортепіанного тріо, «Української рапсодії» для фортепіано.